# V533 Киля
V533 Киля (V533 Car / y Car / y Carinae) — звезда в созвездии Киля. Расстояние до Земли составляет 12 700 световых лет.
V533 Киля — белый сверхгигант спектрального класса А с видимой звёздной величиной +4,59. Звезда классифицируется как переменная типа Альфы Лебедя.